# Télescope infrarouge du Royaume-Uni
Le télescope infrarouge du Royaume-Uni (United Kingdom Infra-Red Telescope, ou UKIRT) est un télescope infrarouge de 3,8 mètres de diamètre situé au sommet du Mauna Kea à Hawaï et faisant partie des observatoires du Mauna Kea. Il est le deuxième plus grand télescope infrarouge (observant des longueurs d'onde variant de 1 à 30 micromètres) du monde. Il était géré jusqu'en 2014 par le Joint Astronomy Centre (en) à Hilo. Le télescope appartenait au Science and Technology Facilities Council du Royaume-Uni avant son transfert fin 2014 à l'université de Hawaï.
Comme d'autres télescopes semblables situé à Tenerife, l'UKIRT est un télescope de type Cassegrain avec un miroir primaire mince (environ 1/3 de l'épaisseur des autres télescopes semblables) d'une masse de 6,5 tonnes. Le miroir est situé dans une « coquille » d'acier massif d'une masse de 20 tonnes connectée au supports par un treillis Serrurier (en). Le télescope est monté sur une monture équatoriale qui permet d'observer des objets situés entre +60 et -40 degrés de déclinaison.
L'UKIRT est présentement financé par la NASA et cogéré par un consortium incluant des entreprises et institutions telles le Lockheed Martin Advanced Technology Center, l'université de Hawaï et l'université de l'Arizona.

## Histoire

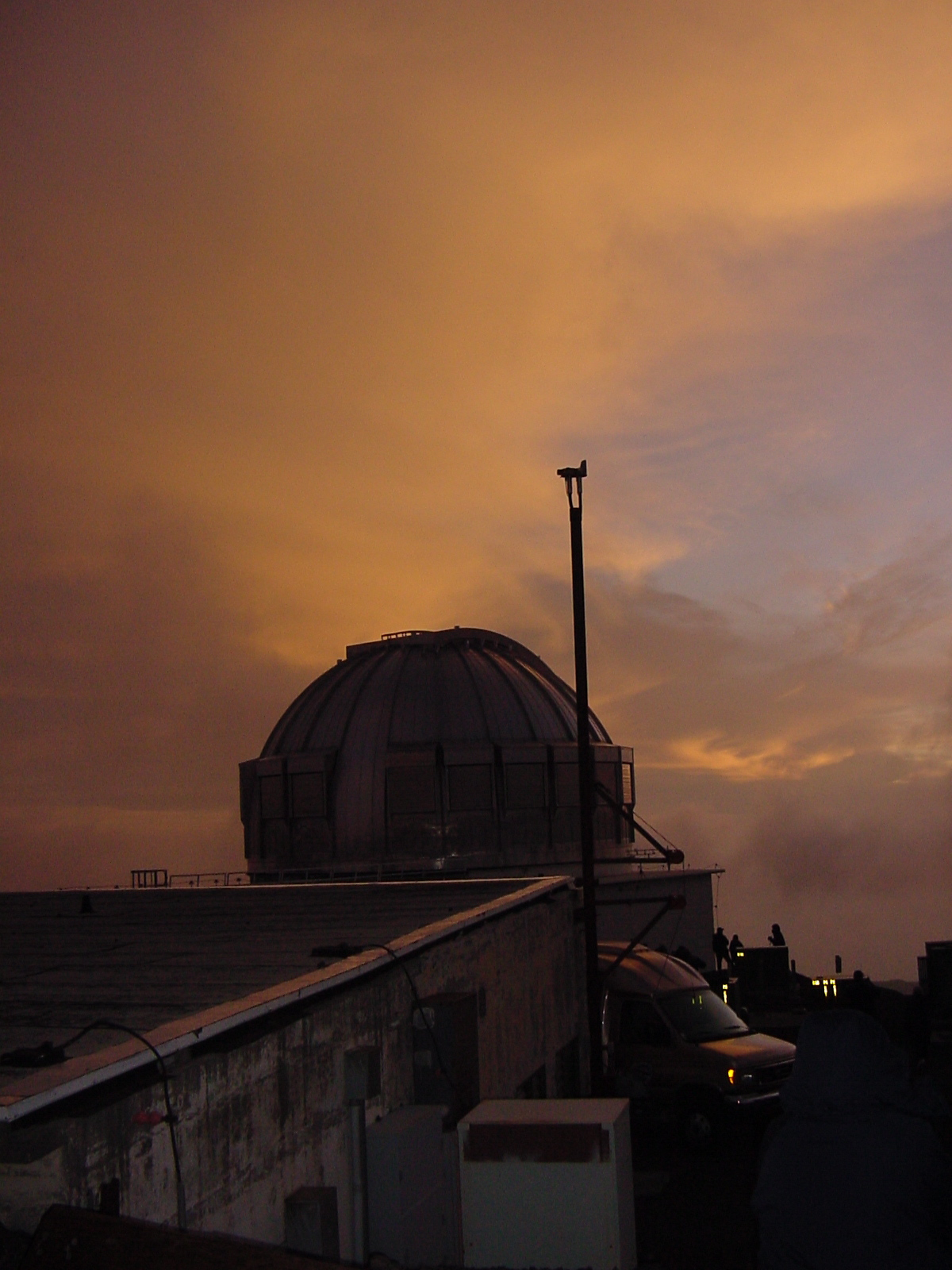
UKIRT au coucher de Soleil.

Le télescope est construit entre 1975 et 1978. Le système mécanique est construit par Dunford Hadfields de Sheffield et l'optique, par Grubb Parsons de Newcastle. D'abord connu sous le nom de Infrared Flux Collector, il commence ses opérations en octobre 1979.
Environ 60 % du temps de télescope est consacré au mode grand-champ.
De 1990 à 1998, le télescope bénéficie d'une importante mise-à-jour. En 2001, il présente un seeing de 0,8 à 0,5 seconde d'arc. Entre 1998 et 2003, deux projets d'amélioration logiciel sont entrepris. Le projet ORAC améliore de manière significative l'interface utilisateur et les opérations automatiques du télescope. Le projet OMP permet d'établir une base de données facile d'utilisation et permettant, notamment, de mieux prévoir le temps de télescope.
En 2004, on équipe le télescope d'une caméra grand-champ, WFCAM. Cette dernière permet d'effectuer un relevé astronomique, le UKIRT Infrared Deep Sky Survey, qui occupe environ 80 % du temps de télescope consacré au mode grand-champ. En 2008, on annonce que le télescope demeurera en mode grand-champ à plein temps.
Le 16 décembre 2009, on annonce que la gestion du télescope est sujette à problèmes.
Depuis le 13 décembre 2010, UKIRT est piloté à distance à partir de Hilo. La plus grande partie du temps de télescope est consacrée au relevé et environ 60 nuits par année sont utilisées par des instituts coréens[réf. souhaitée].
En 2011, le relevé permet de découvrir le quasar le plus lointain jamais recensé.
En 2012, on annonce que les opérations de l'UKIRT seront transférées ou tout simplement annulées à la fin de 2013,.
En novembre 2014, on annonce que l'université d'Hawaï a acquis les installations du UKIRT, ce qui permettra de continuer ses opérations.

## Instruments
UKIRT possède divers instruments spécifiques :
- Le spectromètre CGS4, d'une résolution spectrale variant de 1 000 à 30 000.
- L'imageur UFTI, composé d'un capteur de 1024x1024 pixels, opérant entre 0,8 et 2,5 micromètres,
- Le spectro-imageur UIST, composé d'un capteur de 1024x1024 pixels, opérant entre 0,8 et 5 micromètres,
- L'imageur WFCAM, avec quatre capteurs de 2048x2048 pixels, couvrant un champ total de 0,2 degré carré.